# Yang (Münze)
Yang ist eine koreanische Silbermünze und Währungseinheit, die von 1892 bis 1902 Gültigkeit hatte. Das Feingewicht beträgt ca. 27 g Silber. Der Yang war in 100 Fun (gelegentlich auch als Pun bezeichnet) unterteilt. 1902 wurde der Yang durch den Won (10 Yang entsprachen einem Won) abgelöst. 
| Koreanische Yang | Koreanische Yang                                    |
| Nominalwert      | Legierung                                           |
| ---------------- | --------------------------------------------------- |
| 1 Fun            | Messing                                             |
| 5 Fun            | Kupfer                                              |
| ¼ Yang           | Ursprünglich Kupfer-Nickel später Kupfer versilbert |
| 1 Yang           | 80 % Silber                                         |
| 5 Yang           | 90 % Silber                                         |
| 1 Hwan (=5 yang) | 90 % Silber                                         |